# Stefan Kerth

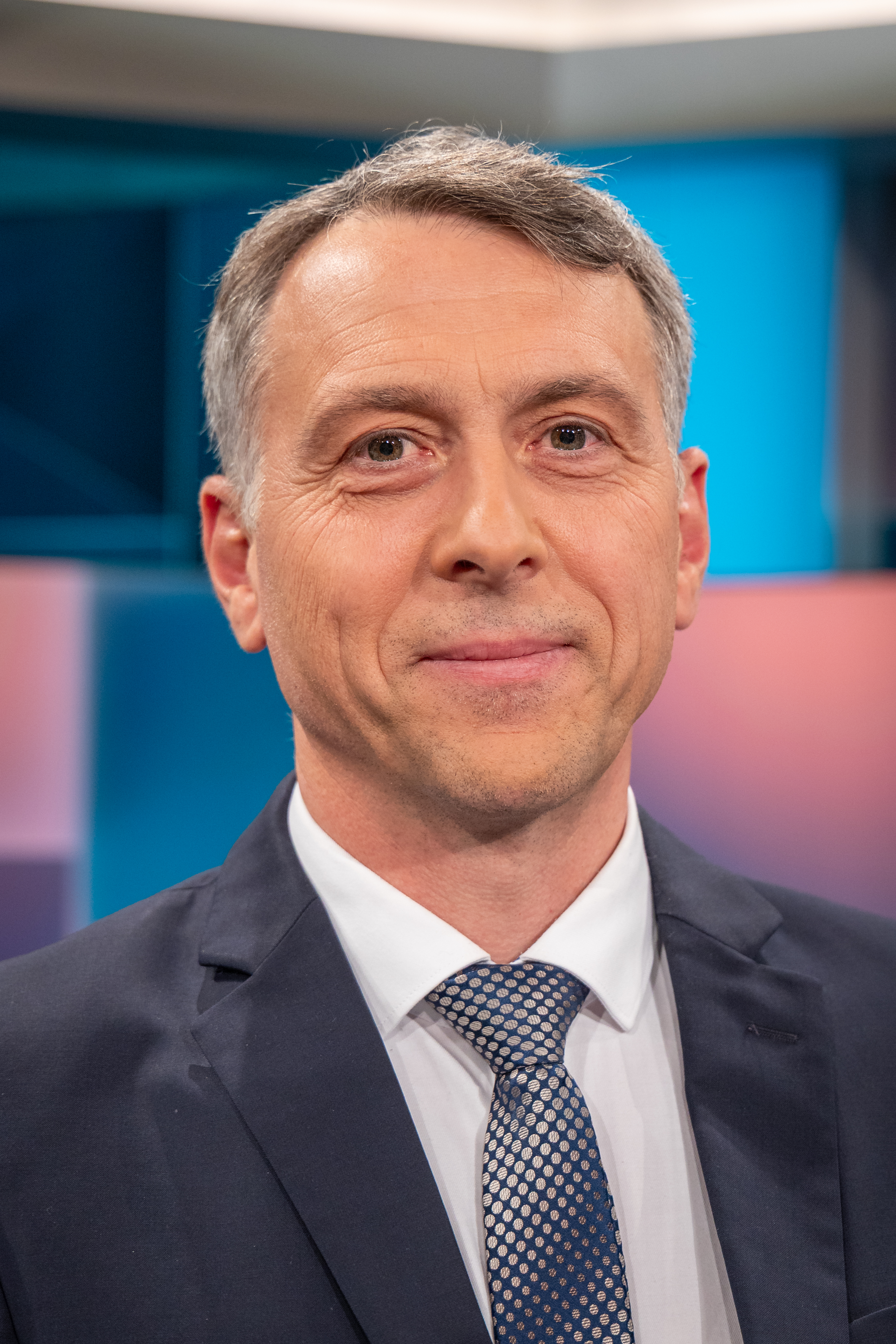
Stefan Kerth (2025)

Stefan Kerth (* 16. April 1973 in Parchim) ist ein deutscher Politiker (seit November 2023 parteilos, zuvor SPD). 
Er war von 2007 bis 2018 Bürgermeister der Stadt Barth und ist seit 2018 Landrat des Landkreises Vorpommern-Rügen.

## Leben
Kerth wuchs in Schwerin auf und schloss dort die Schule nach der 10. Klasse mit der Mittleren Reife ab. Anschließend erlernte er ab dem Jahr 1989 den Beruf des Augenoptikers und schloss diese Ausbildung mit dem Gesellenbrief ab. Er entschied sich nach der Wende, das Abitur nachzuholen und an der Universität Rostock Rechtswissenschaften zu studieren. Dieses schloss er mit dem ersten Staatsexamen ab und war anschließend als wissenschaftlicher Mitarbeiter bei Wilfried Erbguth tätig. Er promovierte zum Doktor der Rechte und legte auch das zweite Staatsexamen ab.
Anschließend war Kerth Referent im Landtag des Landes Mecklenburg-Vorpommern und Lehrbeauftragter für öffentliches Recht an der Hochschule Wismar.
Kerth ist verheiratet, hat drei Kinder und lebt in Barth.

## Politik
Kerth trat als Student in Rostock in die Sozialdemokratische Partei Deutschlands (SPD) ein und übernahm ehrenamtliche Aufgaben. Er war einige Jahre im Landesvorstand der SPD tätig und war Vorstandsmitglied der Sozialdemokratischen Gemeinschaft für Kommunalpolitik in Mecklenburg-Vorpommern (SGK-MV).
Kerth trat im Jahr 2007 bei der Bürgermeisterwahl in Barth für die SPD an und gewann diese Wahl. 2014 wurde er mit ca. 75 % der Wählerstimmen wiedergewählt. Er war in den Jahren 2009 bis 2018 zudem Mitglied des Kreistages Vorpommern-Rügen und dort ab dem Jahr 2011 Fraktionsvorsitzender der SPD. Im Frühjahr 2018 trat Kerth für die SPD zur Landratswahl des Landkreises Vorpommern-Rügen an und errang dort im ersten Wahlgang mit 28,7 % der Wählerstimmen den zweiten Platz hinter Andreas Kuhn (CDU), der 34,6 % erhielt. Damit zogen beiden in eine Stichwahl ein, die am 10. Juni 2018 stattfand und die Kerth mit 56,6 % gewann. Seit dem 10. Oktober 2018 ist er Landrat des Landkreises Vorpommern-Rügen.
Im November 2023 erklärte er seinen Austritt aus der SPD und begründete das auch damit, dass die Partei „gesinnungsethische Ziele über Realpolitik“ stelle, diese Haltung würde mit zum Aufstieg der Alternative für Deutschland (AfD) führen. Er bemängelte eine „Toleranz gegenüber der in migrantischen Milieus verbreiteten Intoleranz“ sowie eine „Gesinnungspolitik“ der SPD im Bereich Energiepolitik.
Stefan Kerth trat im Mai 2025 bei der Landratswahl im Landkreis Vorpommern-Rügen als Parteiloser zur Wiederwahl an, er wurde im Wahlkampf von der CDU unterstützt. Im ersten Wahlgang erhielt er 49,2 Prozent der Stimmen. In der Stichwahl setzte er sich mit 75,1 Prozent der Stimmen gegen Carlos Rodriguez (AfD) durch und wurde somit als Landrat wiedergewählt.
Er sprach sich im Juli 2025 gegen eine grundsätzliche Ausgrenzung der AfD („Brandmauer“) in Bund, Land und auf kommunaler Ebene aus.